# Журун, Александр Александрович
Александр Александрович Журун (род. 8 марта 1985, Тюмень) — российский хоккеист, нападающий. Тренер.

## Биография
Воспитанник тюменского хоккея. Играл за команды «Молот-Прикамье-2» Пермь (1999/2000 — 2005/06), «Молот-Прикамье» (2002/03 — 205/06), ХК МВД (2006/07), «Автомобилист» Екатеринбург (2007/08), «Югра» Ханты-Мансийск (2008/09), «Газовик» / «Рубин» Тюмень (2008/09 — 2010/11, 2012/13), «Донбасс» Донецк (2011/12, 2015/16), «Кубань» (2012/13 — 2014/15), «Дизель» Пенза (2015/16), «Бейбарыс» Атырау (чемпионат Казахстана, 2016/17).
Чемпион и лучший снайпер ВХЛ (2010/11). Чемпион Украины (2015/16).
Тренер в екатеринбургской школе СКА-«Юность» / «Д13 Юность» (с 2020 года).